# Hersylia
Hersylia – imię żeńskie o niejasnej etymologii, pochodzące z mitologii rzymskiej, w której Hersilia była żoną Romulusa. W Polsce imię to nosiła m.in. Hersylia Januszewska, córka ojczyma Juliusza Słowackiego, Augusta Bécu, która poślubiła wuja Słowackiego, Teofila Januszewskiego (brata Salomei Januszewskiej, matki Słowackiego).
Zobacz też
- (206) Hersilia